# Lachapelle (Somma)
Lachapelle – miejscowość i gmina we Francji, w regionie Hauts-de-France, w departamencie Somma.
Według danych na rok 1990 gminę zamieszkiwały 42 osoby, a gęstość zaludnienia wynosiła 17 osób/km² (wśród 2293 gmin Pikardii Lachapelle plasuje się na 955. miejscu pod względem liczby ludności, natomiast pod względem powierzchni na miejscu 1094.).